# Figura de acción

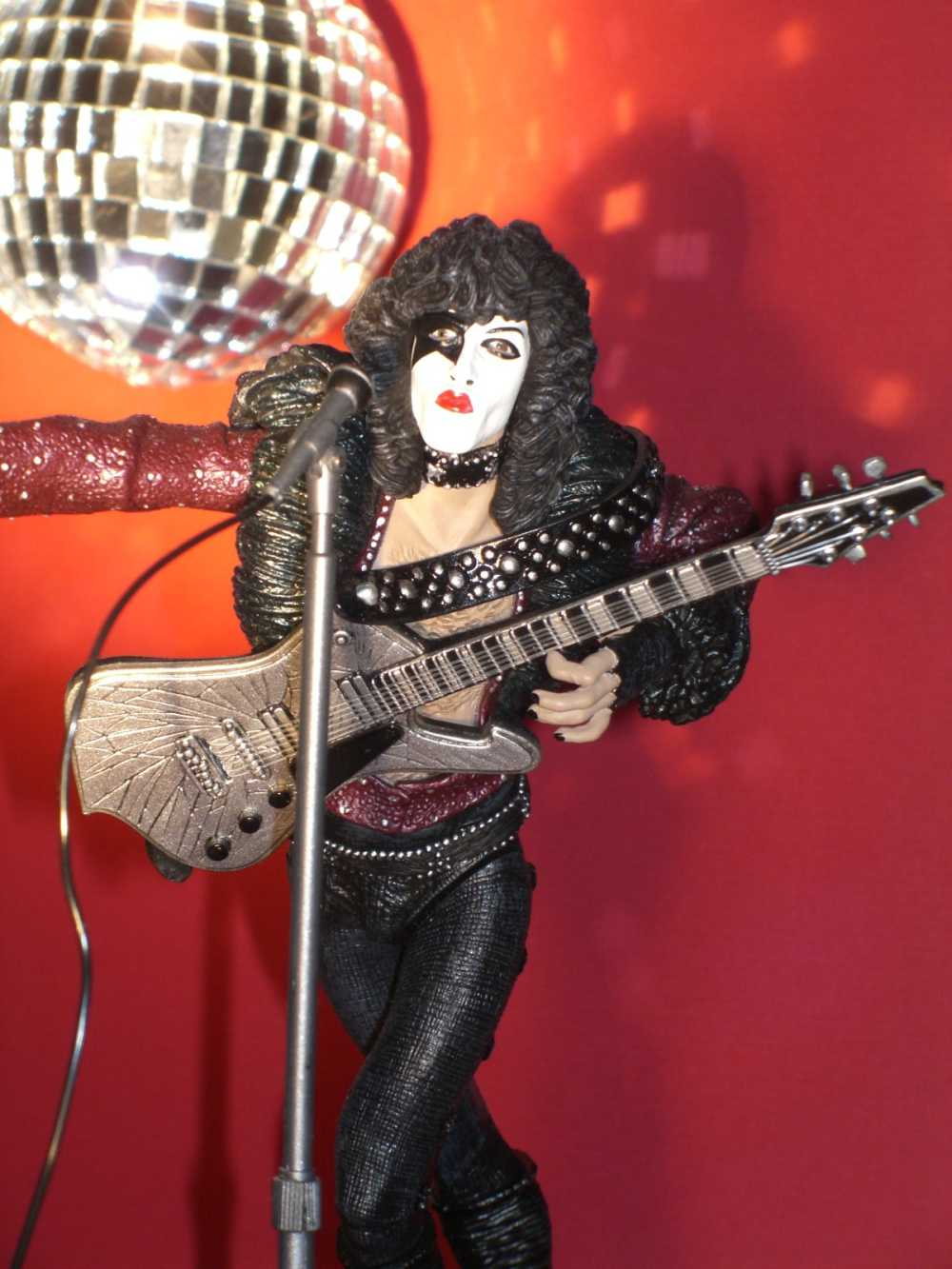
Figura de acción de Paul Stanley, vocalista de Kiss.

Una figura de acción es un muñeco de juguete basado en un personaje, hecha de plástico o algún otro material, con puntos de articulación en sus extremidades, para así lograr sus "posiciones" de acción. A menudo está basada en el personaje de alguna película, historieta, videojuego, anime o serie de televisión. También ocurre a la inversa: se crean este tipo de obras con el fin de vender figuras de acción. Estas figuras de acción se suelen vender como juguetes para niños o como artículos de colección de adultos. A veces las figuras de acción a las que se les puede cambiar la ropa son denominadas muñecos de acción a diferencia de aquellas que tienen toda o la mayoría de su ropa esculpida o pintada, o ambas, sobre el material que forma la figura.
Mientras que la mayoría son comercializados como juguetes para niños, la figura de acción ha ido ganando aceptación como un elemento de colección para adultos y han sido producidas específicamente con este propósito.